# Dominic Cooke
Dominic Cooke (Londra, 1966) è un regista inglese.

## Biografia
Dopo aver studiato alla Warwick University, ha cominciato a lavorare come assistente alla regia per la Royal Shakespeare Company. Da allora ha diretto oltre 50 produzioni di opere liriche, opere di prosa e musical e nel corso della sua carriera è stato candidato a quattro Laurence Olivier Award, vincendone uno.
È omosessuale e impegnato in una relazione con il drammaturgo Alexi Kaye Campbell.

## Filmografia

### Cinema
- Chesil Beach - Il segreto di una notte (On Chesil Beach) (2017)
- L'ombra delle spie (The Courier) (2020)

### Televisione
- The Hollow Crown - miniserie TV, 3 puntate (2016)